# Turritella ungulina
Turritella ungulina is een slakkensoort uit de familie Turritellidae.  De wetenschappelijke naam werd gepubliceerd in 1758 door Linnaeus in de tiende editie van Systema naturae.